# Гаюв
Гаюв (пол. Gajów) — село в Польщі, у гміні Радкув Клодзького повіту Нижньосілезького воєводства. Населення — 50 осіб (2011).
У 1975—1998 роках село належало до Валбжиського воєводства.

## Демографія
Демографічна структура станом на 31 березня 2011 року:
|          | Загалом | Допрацездатний вік | Працездатний вік | Постпрацездатний вік |
| -------- | ------- | ------------------ | ---------------- | -------------------- |
| Чоловіки | 21      | 1                  | 19               | 1                    |
| Жінки    | 29      | 12                 | 14               | 3                    |
| Разом    | 50      | 13                 | 33               | 4                    |